# خاردارنماها
خاردارنماها (نام علمی: Pseudoacanthocereus) نام یک سرده از تبار استوانه‌ای‌تباران است.